# Stazione di Scalea-Santa Domenica Talao
La stazione di Scalea-Santa Domenica Talao è una stazione ferroviaria posta sulla linea Battipaglia-Reggio Calabria. Serve i centri abitati di Scalea e Santa Domenica Talao.

## Storia
La stazione, in origine denominata semplicemente "Scalea", entrò in servizio il 31 luglio 1895, come parte del tronco ferroviario di 122 km da Praia d'Ajeta a Sant'Eufemia Marina.

## Movimento

### Trasporto nazionale
La stazione è servita da treni InterCity, InterCity Notte, Frecciarossa ed Italo, che collegano lo scalo con Salerno, Napoli, Roma, Firenze, Bologna, Reggio Emilia, Milano, Torino, Verona, Trento, Bolzano, Paola, Sibari, Lamezia Terme, Villa San Giovanni, Reggio Calabria e Sicilia.
I treni InterCity e InterCity Notte vengono effettuati con locomotive E.401, E.402B, E.403 con carrozze UIC-Z + semipilota di seconda classe e Gran Confort di prima classe.
I treni Frecciarossa vengono effettuati con elettrotreni ETR.1000 ed ETR.500.
I treni Italo vengono effettuati con elettrotreni ETR.675.

### Trasporto regionale
La stazione è servita da treni Regionali che collegano Scalea-Santa Domenica Talao con:
- Paola
- Cosenza
- Sapri
- Salerno
- Napoli Centrale

I treni del trasporto regionale vengono effettuati con E.464 con carrozze MDVC, carrozze MDVE; TAF e Rock ETR 521. Inoltre vengono utilizzati i treni Minuetto ALe 501/502.

## Binari
La stazione possiede in totale 4 binari.
I binari 1 e 4 sono per la deviata e i binari 2 e 3 per il corretto tracciato.

## Servizi
- Biglietteria automatica